# Curățele
Curățele is een Roemeense gemeente in het district Bihor.
Curățele telt 2647 inwoners.